# Republika Negros
Republika Negros (hiszp. República de Negros) – krótkotrwała republika powstała na gruzach Hiszpańskich Indii Wschodnich, leżąca na wyspie Negros. Istniała w latach 1899–1901, gdy stała się częścią Filipin. Republika była protektoratem Stanów Zjednoczonych.
W okresie od 3 do 6 listopada 1898 roku miała miejsce rewolucja na Negros, która skierowana była przeciw chwiejącej się władzy hiszpańskiej. Hiszpanie na Negros zdecydowali się na kapitulację, nie wiedząc, że dysponują nad przeciwnikiem przewagą siły. 6 listopada gubernator Negros podpisał akt kapitulacji. 27 listopada ogłoszono ustanowienie Kantonalnej Republiki Negros, która 22 lipca 1899 znalazła się pod protektoratem Stanów Zjednoczonych zmieniając nazwę na Republika Negros. Amerykanie rozwiązali republikę 30 kwietnia 1901 roku, włączając jej ziemie do Filipin.